# Giorgia Meloni
Giorgia Meloni (Roma, 15 de enero de 1977) es una periodista y política conservadora italiana que desempeña el cargo de presidenta del Consejo de Ministros de Italia desde octubre de 2022, siendo la primera mujer en ocupar este cargo. Miembro de la Cámara de Diputados desde 2006, dirige el partido político Hermanos de Italia desde 2014, fue presidenta del Partido de los Conservadores y Reformistas Europeos de 2020 a 2025. 
En 1992, Meloni se unió al Frente de la Juventud, el ala juvenil del Movimiento Social Italiano (MSI), un partido neofascista fundado en 1946. Más tarde, se convirtió en la líder nacional de Acción Estudiantil, el movimiento estudiantil de la Alianza Nacional (AN), un partido que se convirtió en el sucesor legal del MSI en 1995 y se movió hacia el nacionalconservadurismo. Fue consejera de la provincia de Roma de 1998 a 2002, después de lo cual se convirtió en presidenta de Acción Juvenil, el ala juvenil de AN.
En 2008, fue nombrada ministra de la Juventud de Italia en el cuarto gabinete de Berlusconi, cargo que ocupó hasta 2011. En 2012, cofundó Hermanos de Italia (FdI), sucesor legal de AN, y se convirtió en su presidenta en 2014. Se postuló sin éxito en las elecciones al Parlamento Europeo de 2014 y las elecciones municipales de Roma de 2016. Después de las elecciones generales italianas de 2018, lideró la oposición de FdI durante toda la 18.ª legislatura italiana. FdI aumentó su popularidad en las encuestas de opinión, particularmente durante la gestión de la pandemia de COVID-19 en Italia por parte del Gobierno de Mario Draghi, un gobierno de unidad nacional al que FdI era el único partido de oposición. Tras la caída del Gobierno de Draghi, FdI ganó las elecciones generales italianas de 2022.
Se describe a sí misma como cristiana y conservadora, y asegura defender a «Dios, la patria y la familia». Se opone al aborto, la eutanasia, el matrimonio igualitario y a la familia homoparental, diciendo que las familias nucleares están encabezadas exclusivamente por parejas de hombres y mujeres. Su discurso incluye la retórica feminacionalista y la crítica al globalismo. Meloni apoya un bloqueo naval para frenar la inmigración; ella ha culpado al neocolonialismo como una causa detrás de la crisis migratoria europea. Partidaria de la OTAN, mantiene opiniones euroescépticas moderadas con respecto a la Unión Europea, a las que califica de eurorrealistas, y estaba a favor de mejores relaciones con Rusia antes de la invasión rusa de Ucrania de 2022, tras la cual se comprometió a seguir enviando armas a Ucrania.
Sin embargo, Meloni ha expresado puntos de vista controvertidos, como elogiar a Mussolini cuando tenía diecinueve años o cuando en el 2020 dijo elogió a Giorgio Almirante, un jefe de gabinete de la República Social Italiana de Mussolini que elaboraba propaganda racista y cofundó el MSI. Sin embargo, Meloni ha dicho que ella y su partido condenan tanto la supresión de la democracia como la introducción de las leyes raciales italianas por parte del régimen fascista.
En 2024, según Forbes, Meloni es la tercera mujer más poderosa del mundo, mientras que según Politico Europe, la clasificó como la persona más poderosa de Europa en 2025.

## Primeros años
Giorgia Meloni nació en Roma el 15 de enero de 1977. Su padre era de Cerdeña y su madre es de Sicilia. Su padre, asesor fiscal, abandonó a la familia cuando ella tenía un año en 1978, al trasladarse a Canarias. 17 años después, fue condenado por tráfico de drogas y condenado a 9 años en una prisión española en 1995. La última vez que contactó a Meloni fue en 2006, cuando ella se convirtió en vicepresidenta de la Cámara de Diputados. Creció en el barrio obrero de Garbatella. Tiene una hermana, Arianna, que nació en 1975 y estuvo casada con Francesco Lollobrigida, ministro de Agricultura de Italia desde el 22 de octubre de 2022, que pasó a llamarse ministro de Agricultura y Soberanía Alimentaria de Italia bajo el Gabinete Meloni.
En 1992, a los quince años, Meloni se unió al Frente de la Juventud (Azione Giovani), el ala juvenil del Movimiento Social Italiano (MSI), un partido político neofascista que se disolvió en 1995. Durante este tiempo, fundó la coordinación estudiantil Gli Antenati (Los Ancestros), que participó en la protesta contra la reforma de la educación pública impulsada por la ministra Rosa Russo Iervolino. En 1996, se convirtió en líder nacional de Acción Estudiantil, el movimiento estudiantil de la Alianza Nacional (AN), heredera nacional-conservadora del MSI, representando a este movimiento en el Foro de Asociaciones Estudiantiles establecido por el Ministerio de Educación italiano.
En 1998, después de ganar las elecciones primarias, Meloni fue elegida consejera de la provincia de Roma, cargo que ocupó hasta 2002. Fue elegida directora nacional en 2000 y se convirtió en la primera mujer presidenta de Acción Juvenil, el ala juvenil de AN, en 2004. Durante estos años, trabajó como niñera, camarera y cantinera en el Piper Club, uno de los clubes nocturnos más famosos de Roma.
Meloni se graduó del Instituto Amerigo Vespucci de Roma (AVI) en 1996. Después de su elección al Parlamento italiano en 2006, declaró en su curriculum vitae que obtuvo un diploma de escuela secundaria en idiomas con la nota final de 60/60. Esto generó cierta controversia, ya que AVI no era una escuela secundaria de idiomas extranjeros y no estaba calificada para emitir un diploma en idiomas; en cambio, era una formación profesional especializada en la industria turística, lo que luego aclaró.

## Carrera política

### Ministra de Juventud

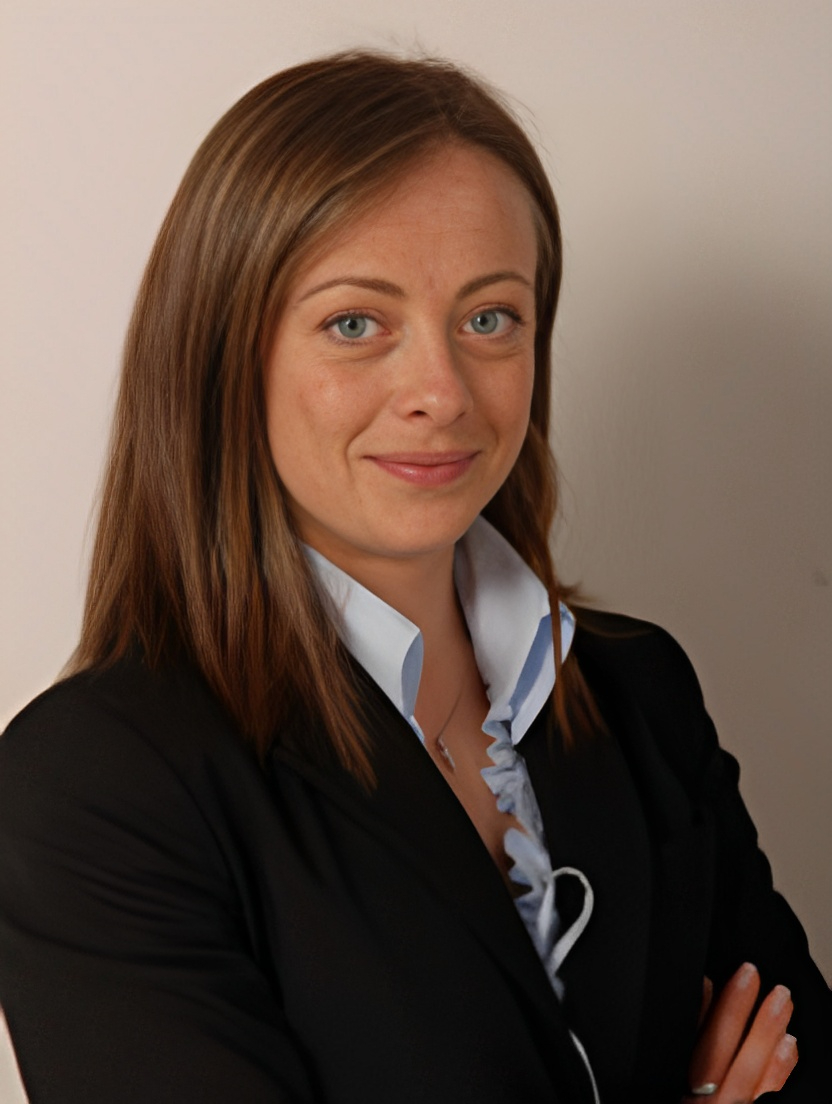
Meloni en 2008.

En las elecciones generales italianas de 2006, fue elegida para la Cámara de Diputados como miembro de la Alianza Nacional (AN), donde se convirtió en la vicepresidenta más joven de su historia. En el mismo año, comenzó a trabajar como periodista. En 2006, Meloni defendió las leyes aprobadas por el tercer gabinete de Berlusconi que beneficiaban a las empresas del primer ministro y magnate de los medios Silvio Berlusconi y también retrasaron los juicios en curso que lo involucraban. Meloni afirmó que "es necesario contextualizarlas. Esas son leyes que Silvio Berlusconi hizo para sí mismo. Pero son leyes perfectamente justas".
En 2008, a los 31 años, fue nombrada ministra de Juventud de Italia en el cuarto gabinete de Berlusconi, cargo que ocupó hasta el 16 de noviembre de 2011, cuando Berlusconi se vio obligado a renunciar como primer ministro en medio de una crisis financiera y protestas públicas. Fue la segunda ministra más joven en la historia de la Italia unida. En agosto de 2008, invitó a los atletas italianos a boicotear la ceremonia inaugural de los Juegos Olímpicos de Beijing en desacuerdo con la política represiva de China en el Tíbet; esta declaración fue criticada por Berlusconi, así como por el ministro de Asuntos Exteriores, Franco Frattini. En 2009, su partido se fusionó con Forza Italia (FI) en El Pueblo de la Libertad (PdL) y asumió la presidencia de la sección juvenil del partido unido, llamada Italia Joven. En el mismo año votó a favor de un decreto ley contra la eutanasia.
En noviembre de 2010, en nombre del ministerio, presentó un paquete de 300 millones de euros llamado Derecho al Futuro. Tenía como objetivo invertir en los jóvenes y contenía cinco iniciativas, incluidos incentivos para nuevos emprendedores, bonos a favor de los trabajadores temporales y préstamos para estudiantes meritorios. En noviembre de 2012, anunció su candidatura para disputar la dirección del PdL contra Angelino Alfano, en oposición al apoyo del partido al gobierno de Mario Monti. Después de la cancelación de las primarias, se asoció con sus compañeros políticos Ignazio La Russa y Guido Crosetto para establecer una política anti-Monti, pidiendo la renovación dentro del partido y siendo también crítica con el liderazgo de Berlusconi.

### Hermanos de Italia
En diciembre de 2012, Meloni, La Russa y Crosetto fundaron un nuevo movimiento político, Hermanos de Italia (FdI), cuyo nombre proviene de la letra del himno nacional italiano. En las elecciones generales italianas de 2013, se presentó como parte de la coalición de centroderecha de Berlusconi y recibió el 2,0% de los votos y 9 escaños. Fue reelegida a la Cámara de Diputados por Lombardía y luego fue nombrada líder del partido en la Cámara, cargo que ocuparía hasta 2014, cuando renunció para dedicarse al partido. Fue sucedida por Fabio Rampelli.

### Presidenta de los Hermanos de Italia

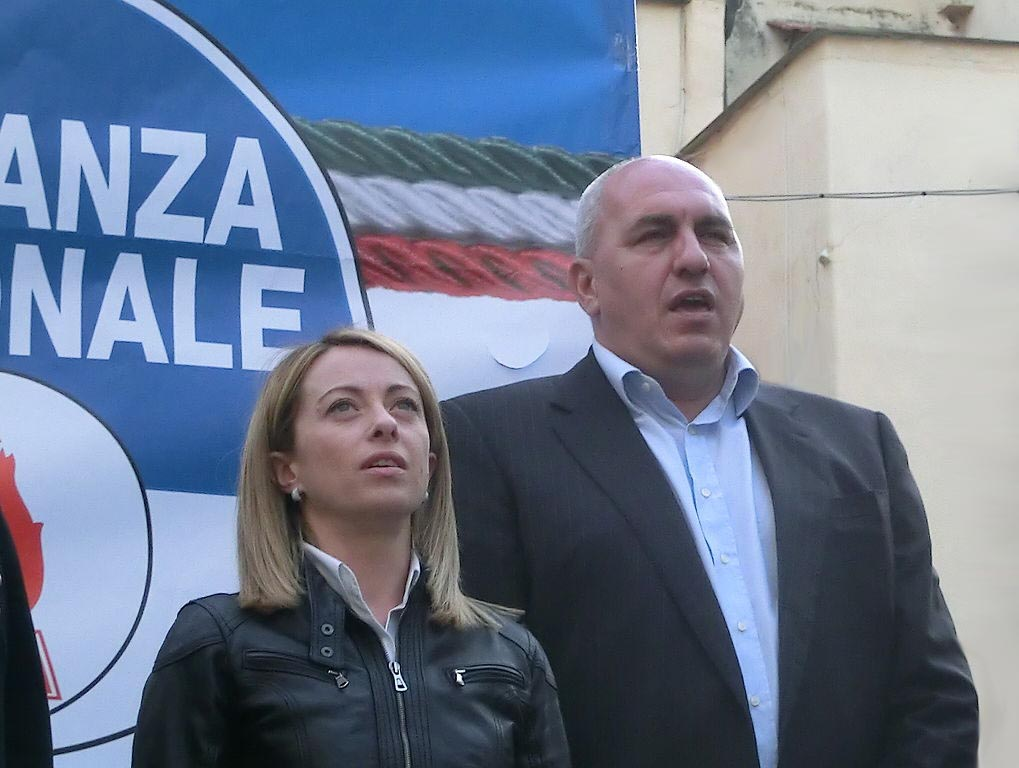
Meloni con Guido Crosetto durante un mitin de FdI en 2014.

En marzo de 2014, se convirtió en presidenta de la FdI y en abril fue nominada para las elecciones al Parlamento Europeo de 2014 en Italia como líder de la FdI en los cinco distritos electorales. El partido FdI obtuvo el 3,7% de los votos, sin superar el umbral del 4%, y no se convirtió en miembro del Parlamento Europeo; recibió 348 700 votos. El 4 de noviembre de 2015, fundó Nuestra tierra - italianos con Giorgia Meloni, un comité político conservador en apoyo de sus campañas. Nuestra tierra era una organización paralela a la FdI, y tenía como objetivo ampliar la base popular de la FdI.
El 30 de enero de 2016 participó en el Día de la Familia, una manifestación contra los derechos LGBT, declarándose en contra de la adopción homoparental. En el mismo Día de la Familia, anunció que estaba embarazada; su hija Ginevra nació el 16 de septiembre. En las elecciones municipales de Roma de 2016 en junio, se presentó a la alcaldía con el apoyo de Nosotros con Salvini, un partido político dirigido por Matteo Salvini, y en oposición al candidato apoyado por Forza Italia (FI) de Berlusconi. En mayo de 2016, prometió nombrar una calle con el nombre de Giorgio Almirante si era elegida, lo que generó controversia entre la comunidad judía local y la ANPI. Meloni obtuvo el 20,6% de los votos, casi el doble que la candidata de FI, pero no calificó para la segunda vuelta, mientras que FdI obtuvo el 12,3% de los votos.

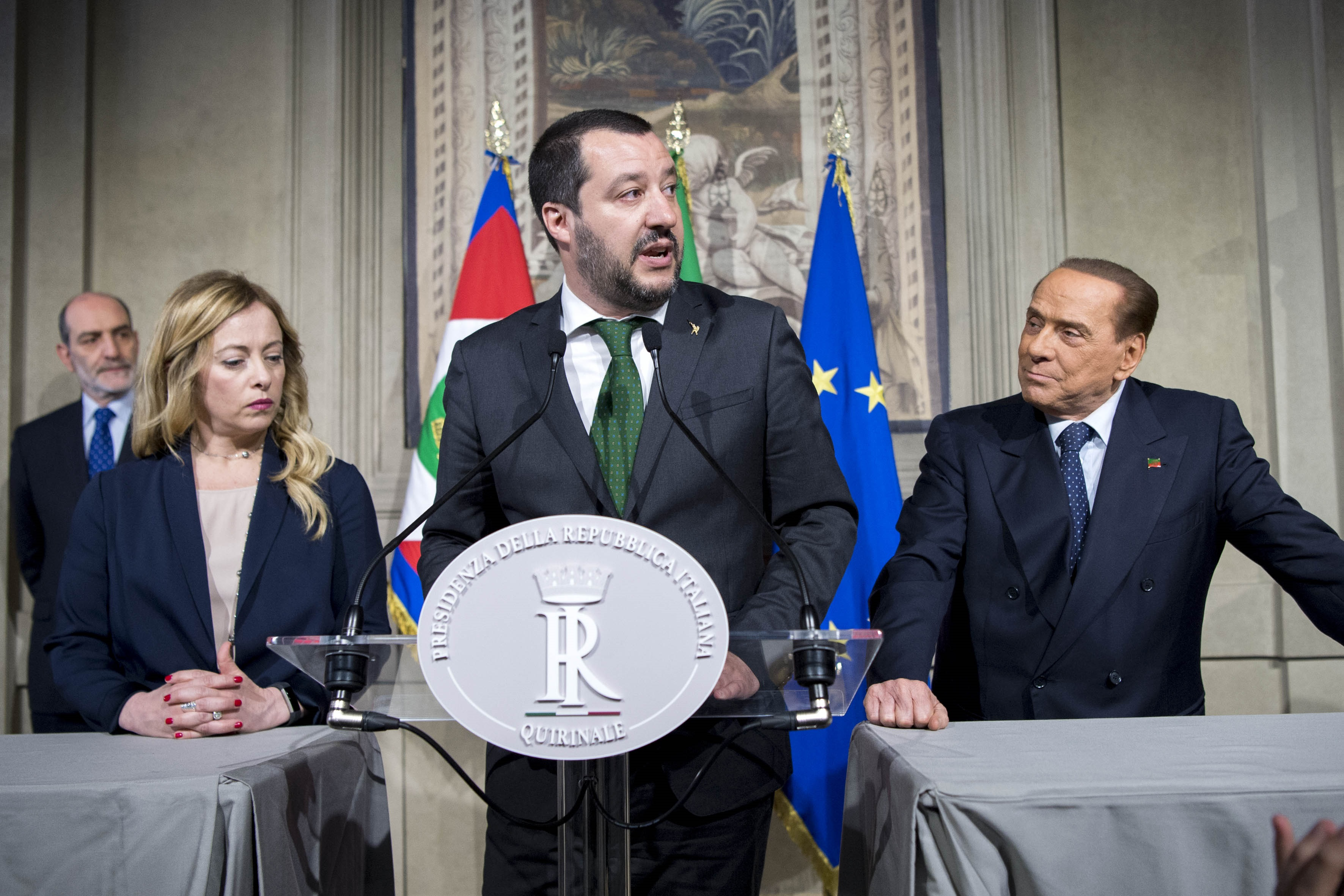
Meloni con Matteo Salvini (centro) y Silvio Berlusconi (derecha) en 2018.

Durante la campaña para el referéndum constitucional italiano de 2016 sobre la reforma impulsada por el gobierno de Renzi, Meloni fundó el comité "No, gracias" y participó en numerosos debates televisivos, incluido uno contra el entonces primer ministro Matteo Renzi. Como el "No" ganó con casi el 60% de los votos el 4 de diciembre, Meloni convocó elecciones anticipadas. Cuando Renzi renunció al día siguiente, retuvo la confianza del próximo gobierno encabezado por Paolo Gentiloni el 12 de diciembre. El congreso de FdI del 2 al 3 de diciembre de 2017 en Trieste se dio la reelección de Meloni como presidente del partido, así como la renovación del logotipo del partido y la incorporación de Daniela Santanchè, una política de derecha desde hace mucho tiempo.
Como líder del partido, decidió formar la alianza con la Liga (Lega), encabezada por Salvini, lanzando con él varias campañas políticas contra el gobierno de centroizquierda liderado por el Partido Demócrata (PD), colocando a FdI en posición de euroescépticos y derechistas. En las elecciones generales italianas de 2018, FdI se presentó como parte de la coalición de centroderecha, con FI de Berlusconi, la Lega de Salvini y Nosotros con Italia de Raffaele Fitto. El partido de Meloni obtuvo el 4,4% de los votos y más del triple de los escaños ganados en 2013. Fue elegida a la Cámara de Diputados por la circunscripción uninominal de Latina, Lacio, con el 41% de los votos. La coalición de centroderecha, en la que la Liga emergió como principal fuerza política, obtuvo una pluralidad de escaños en la Cámara de Diputados; como ningún grupo o partido político ganó una mayoría absoluta, resultó en un parlamento sin mayorías y dividido.
El 19 de octubre de 2019, participó en la manifestación del Orgullo Italiano en Roma contra el recién formado segundo gabinete de Conte. En su intervención, criticó la propuesta de sustituir en los documentos de identidad italianos de los menores las palabras padre y madre por padre 1 y padre 2, y concluyó con el lema "Soy Giorgia. Soy una mujer, soy una madre, soy italiana, soy cristiana". Este eslogan fue remezclado por dos DJ milaneses, convirtiéndose en un eslogan disco-trash con millones de visitas, imitaciones y memes en las redes sociales, e incluso ganó un disco de oro. Según ella misma admite en su autobiografía, el éxito mediático y viral del video musical remezclado, al haber perdido la intención satírica original a favor de la comunidad LGBT por la que había sido creado, aumentó considerablemente su popularidad como política, lo que de repente la transformó "de una política aburrida en un curioso fenómeno pop".En mayo de 2020, Meloni elogió a Giorgio Almirante como un "gran político" y además dijo que era "un patriota".
Tras la caída del Gobierno de Giuseppe Conte a principios de 2021, durante la pandemia de Covid-19, se negó a apoyar a Mario Draghi para la Presidencia del Consejo. Con ello, se diferenció de los demás partidos del Parlamento, incluidos sus aliados de la Liga y Forza Italia, que entraron en el Gobierno. Como principal figura de la oposición (la izquierda radical también se opone al gobierno, pero no está representada en el parlamento y tiene muy poca cobertura mediática), luchó en particular contra las medidas sanitarias adoptadas por el gobierno. Su perfil antisistema le permitió ganarse un hueco importante en el sur del país. Subiendo en las encuestas, modera sus críticas a la Unión Europea y algunas de sus posiciones antimigrantes. En los sondeos de septiembre de 2021 los Hermanos de Italia ya superaban a la Lega En mayo de 2022, la publicación de sus memorias fue "el libro de no ficción más vendido de la época" en Italia.

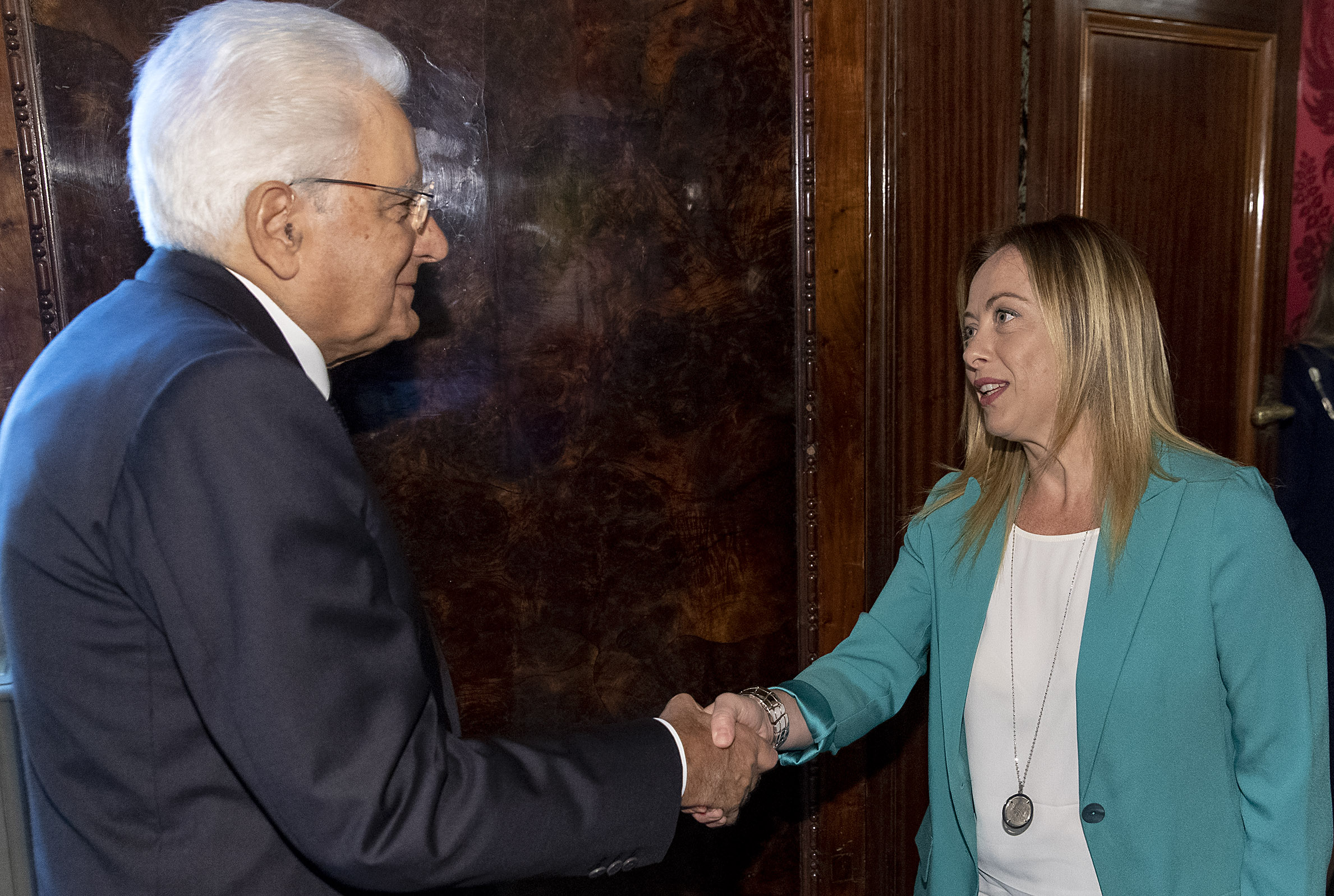
Meloni con Sergio Mattarella en 2019.

En febrero de 2021, se unió al Instituto Aspen, un grupo de expertos internacional con sede en Washington D. C., que incluye a muchos financieros, empresarios y políticos, como Giulio Tremonti. El 19 de febrero de 2021, el profesor de la Universidad de Siena, Giovanni Gozzini, insultó a Meloni llamándola vulgarmente desde una radio; tanto el presidente Sergio Mattarella como el primer ministro Mario Draghi telefonearon a Meloni y estigmatizaron a Gozzini, quien fue suspendido por el directorio de su universidad.
En octubre de 2021, Meloni firmó la Carta de Madrid, un documento de 2020 que califica a los grupos de izquierda como enemigos de Iberoamérica involucrados en un “proyecto criminal” que están “bajo el paraguas del régimen cubano”. Fue redactado por Vox, un partido político español. También participó en un mitin del partido Vox, donde dijo: "Sí a la familia natural, no a los lobbies LGBT, sí a la identidad sexual, no a la ideología de género, sí a la cultura de la vida, no al abismo de la muerte, sí a la universalidad de la cruz, no a la violencia islamista, sí a fronteras seguras, no a la inmigración masiva, sí al trabajo para nuestros ciudadanos, no a las grandes finanzas internacionales, sí a la soberanía de los pueblos, no a los burócratas de Bruselas". En febrero de 2022, Meloni habló en la Conferencia Anual de Acción Política Conservadora en Florida. Dijo a los activistas y funcionarios conservadores estadounidenses asistentes que debían defender sus puntos de vista contra los progresistas.

### Elecciones generales italianas de 2022
De cara a las elecciones generales italianas de 2022, una elección anticipada que se convocó después de la crisis del gobierno italiano de 2022, se acordó entre la coalición de centroderecha que se presentaría al líder del partido que recibiera la mayor cantidad de votos como candidato a primer ministro. En julio de 2022, FdI era el primer partido de la coalición según las encuestas de opinión, y se esperaba que ella se convirtiera en primera ministra de Italia si la coalición de centroderecha obtuviera la mayoría absoluta en el Parlamento, lo que significaría ser el gobierno más derechista en la historia de la República Italiana según algunos académicos. En un intento de moderarse para aplacar los temores entre quienes describen a los FdI como neofascista o de extrema derecha, incluidos los temores dentro de la Comisión Europea de que podría conducir a Italia como la Hungría de Viktor Orbán, Meloni dijo a la prensa extranjera que el fascismo italiano es historia. Como presidenta del Partido Conservador y Reformista Europeo desde 2020, dijo que compartía las experiencias y los valores del Partido Conservador del Reino Unido, el Likud de Israel y el Partido Republicano de los Estados Unidos. Los críticos se mostraron escépticos ante sus afirmaciones y citaron sus discursos sobre la inmigración y los derechos LGBT. Hizo campaña por menos burocracia europea y un alto a la inmigración a través de un bloqueo naval, diciendo que pondría los intereses nacionales primero. Promete una política fiscal favorable a la riqueza y a las rentas altas con la introducción de un impuesto sobre la renta a tanto alzado y rechazando la idea de un impuesto sobre el patrimonio.
Giorgia Meloni es considerada la favorita de los empresarios para las elecciones generales. En los meses previos a las elecciones, a su partido se unieron muchos representantes de la patronal y economistas neoliberales antes cercanos a Silvio Berlusconi o Matteo Salvini. Giulio Tremonti, ministro de Economía y Finanzas de Berlusconi, se presentó en las convenciones organizadas por los Hermanos de Italia.

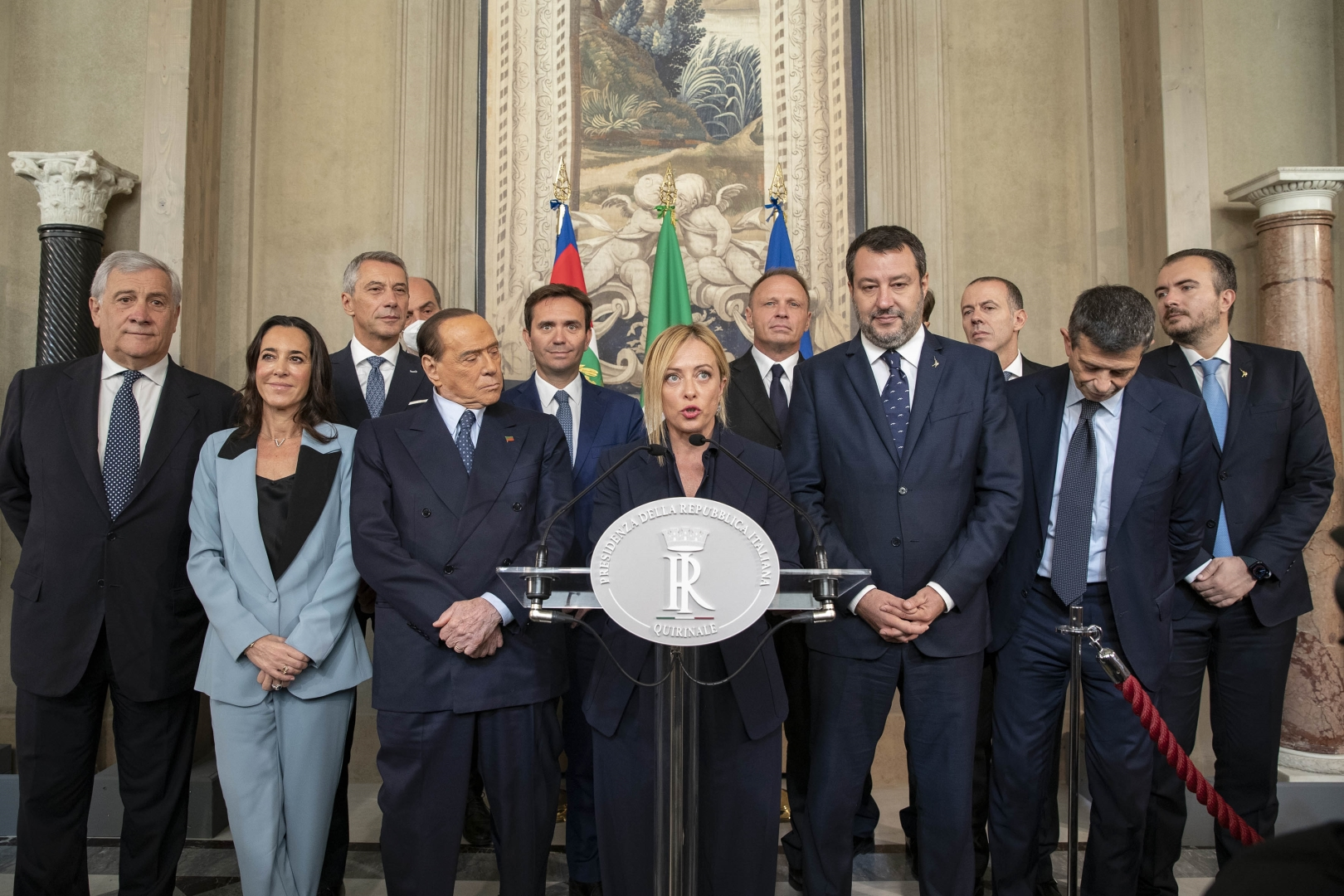
Meloni y los otros miembros destacados de la coalición de centroderecha en el Palacio del Quirinal en octubre de 2022.

En unas elecciones con una participación electoral récord, las encuestas a boca de urna proyectaron que la coalición de centroderecha ganaría la mayoría de los escaños en las elecciones generales de 2022. Se proyectó que Meloni sería el ganador de las elecciones con los FdI recibiendo una pluralidad de escaños, y por acuerdo con la coalición de centroderecha, que sostenía que el partido más grande de la coalición nominaría al próximo primer ministro, ella era la favorita y se convertiría en la primera mujer primera ministra del país. El PD, líder de la coalición de centroizquierda, admitió la derrota poco después de la salida de las encuestas a boca de urna, y Orbán de Hungría, Mateusz Morawiecki de Polonia, Liz Truss de Reino Unido y Marine Le Pen, exlíder de Agrupación Nacional (AN) en Francia, felicitaron a Meloni. Los líderes de otros partidos europeos, como Alternativa por Alemania y Vox, también celebraron los resultados de Meloni. Después de muchos años de ausencia de la política, Gianfranco Fini, exlíder del MSI y AN durante los primeros años de la carrera política de Meloni, expresó su satisfacción por su victoria, dijo que había votado por su partido y la calificó de antifascista. A pesar de su rechazo a la etiqueta, que considera política.
Los observadores han debatido cuán derechista sería un gobierno liderado por Meloni y qué etiqueta y posición en el espectro político sería más precisa o realista. Muchos lo describieron de diversas maneras como el primer gobierno de extrema derecha de Italia desde la Segunda Guerra Mundial, y Meloni como el primer líder de extrema derecha desde Benito Mussolini, y algunos académicos también lo describieron como el gobierno más derechista desde 1945. Muchos cuestionaron su dirección, citando los lazos rusos de Berlusconi y Salvini, en contraste con el atlantismo de Meloni. Otros, como Sky News y The Washington Post, aunque citaron las raíces neofascistas de Meloni y su partido, no estuvieron de acuerdo con la etiqueta de extrema derecha y dijeron: "Giorgia Meloni no es fascista". Steve Sedwick de CNBC resumió la discusión, diciendo: "¿Tenemos una coalición de centroderecha, tenemos una coalición de derecha, tenemos una coalición de extrema derecha o tenemos una coalición fascista? He visto los cuatro impresos, dependiendo de a quién leas".
Según el periodista Jaime Bordel Gil, su éxito se debe en parte a la imagen popular que proyecta: "El perfil personal de la líder de FdI gusta a la gente porque es atípico, el de una joven militante de un barrio popular de Roma que tuvo que trabajar desde joven para pagarse sus estudios. Meloni, plenamente consciente, se refiere a ello constantemente y se presenta como una persona natural, sincera y que se muestra al público tal y como es. A diferencia de lo que ocurre con otros líderes de la ultraderecha, que responden plenamente al arquetipo asociado a su posición política —véase a Donald Trump o a Rocío Monasterio e Iván Espinosa de los Monteros—, la figura de Meloni escapa de los estereotipos tradicionalmente asociados a su espacio político: el ultraderechista adinerado, temeroso de perder sus privilegios, o el ultra violento y peligroso."

## Primera ministra de Italia

### Formación de gobierno

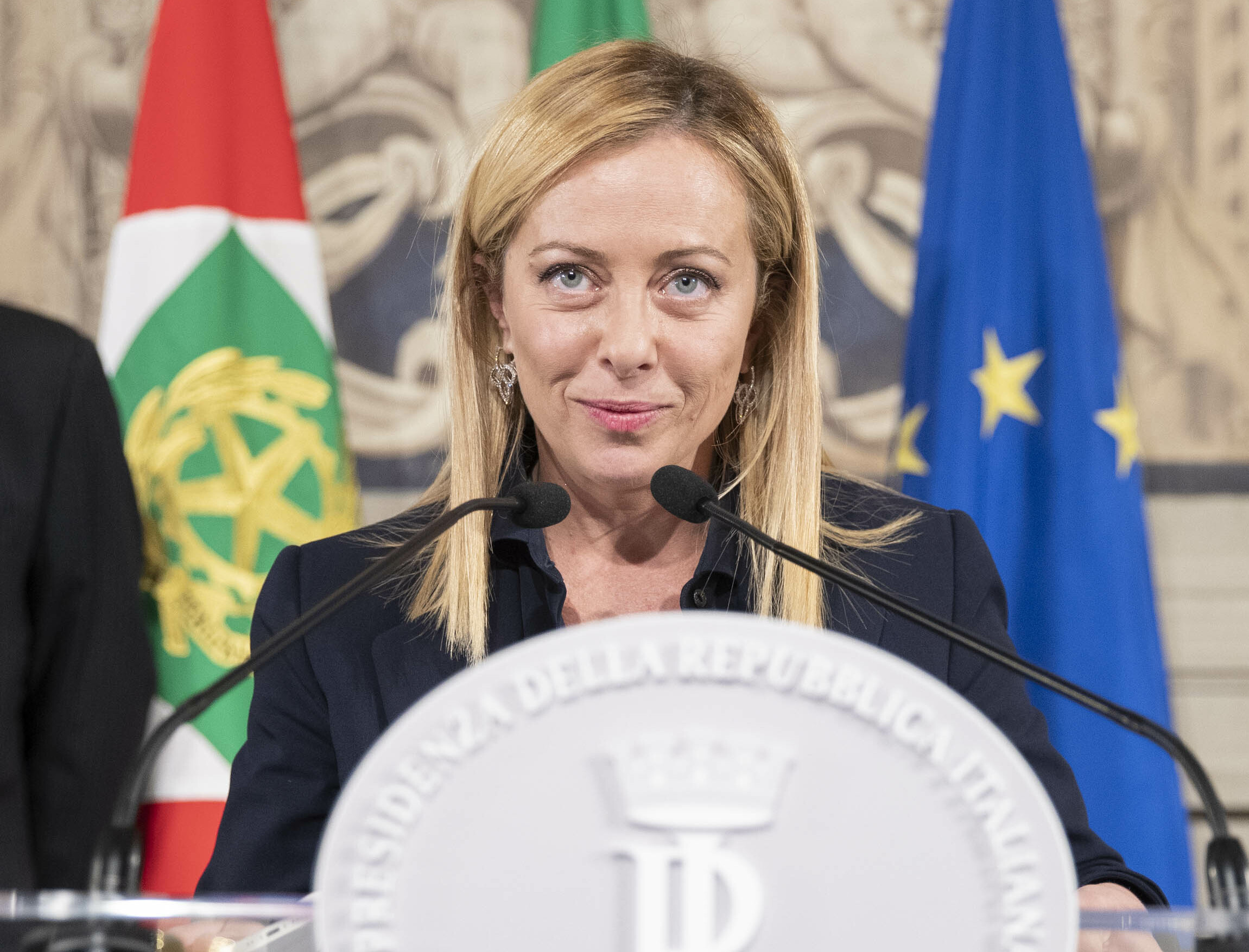
Meloni aceptando la tarea de formar un nuevo gobierno.

Inmediatamente después de la primera reunión de la nueva legislatura, las tensiones comenzaron a crecer dentro de la coalición de centroderecha. El 13 de octubre, Berlusconi se negó a apoyar la candidatura de Ignazio La Russa, de FdI, a la presidencia del Senado de la República. Logró ser elegido al obtener 116 votos de 206 en la primera vuelta gracias al apoyo de los partidos de oposición a la coalición de centroderecha. Las tensiones crecieron aún más, en particular entre Berlusconi y Meloni, a quien Berlusconi describió como "prepotente, arrogante y ofensiva" en una serie de notas escritas en el Senado. En los días siguientes, luego de reuniones entre los líderes de los partidos, se aflojaron las tensiones y los partidos de la coalición de centroderecha llegaron a un acuerdo sobre la conformación del nuevo gabinete.
El 20 de octubre comenzaron oficialmente las consultas entre el presidente Sergio Mattarella y los partidos. Al día siguiente, delegados de FdI, la Liga, FI y Civismo de Italia-Nosotros Moderados-MAIE, anunciaron a Mattarella que habían llegado a un acuerdo para formar un gobierno de coalición con Meloni como primera ministra. Por la tarde, Mattarella convocó a Meloni al Palacio del Quirinal y le pidió que formara un nuevo gobierno. Ella aceptó la tarea y el mismo día anunció la composición de su gabinete, el cual fue juramentado oficialmente el 22 de octubre. Es la primera mujer en ocupar el cargo de primera ministra de Italia.
El 25 de octubre, Meloni pronunció su primer discurso oficial como primera ministra frente a la Cámara de Diputados, antes del voto de confianza a su gabinete. Durante su discurso, destacó el peso de ser la primera mujer en ocupar la jefatura del gobierno italiano. Agradeció a varias mujeres italianas, entre ellas Tina Anselmi, Samantha Cristoforetti, Grazia Deledda, Oriana Fallaci, Nilde Iotti, Rita Levi-Montalcini y Maria Montessori, de quienes dijo, "con las tablas de sus propios ejemplos, construyeron la escalera que hoy me permite escalar y romper el pesado techo de cristal colocado sobre nuestras cabezas". El gobierno ganó el voto de confianza con una cómoda mayoría en ambas cámaras.
En julio de 2025, tres años después de su llegada al poder, el 62% de los italianos tenía una mala opinión de su Gobierno, frente al 34% que tenía una opinión favorable.

### Política doméstica

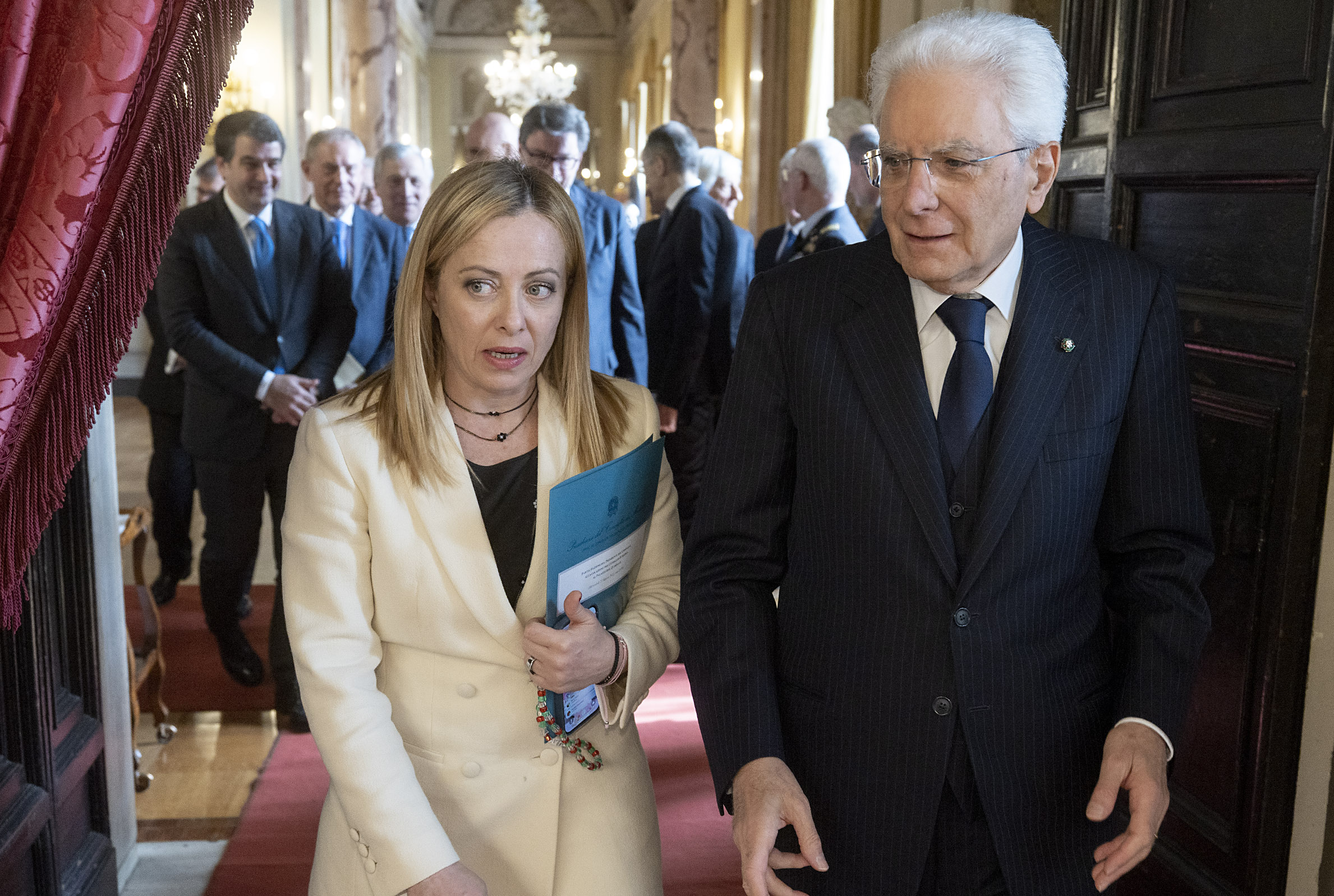
Giorgia Meloni con el presidente Sergio Mattarella en marzo de 2023.

Una de las primeras medidas implementadas por el gobierno se refería al COVID-19 y se refería a la eliminación total del certificado de vacunación contra el COVID-19, conocido en Italia como Pase Verde; además, los médicos no vacunados fueron reintegrados al servicio. El 31 de octubre, el gobierno aprobó un decreto que establece una pena de hasta seis años de prisión por fiestas y manifestaciones ilegales. A pesar de ser presentada oficialmente como un decreto contra las fiestas rave ilegales, la ley era aplicable a cualquier reunión ilegal que la autoridad pública considerara peligrosa, lo que generó críticas, incluso del jurista Vitalba Azzolini. El decreto también provocó muchas protestas de partidos de oposición y asociaciones de derechos civiles, y también fue impugnado por FI. Según Amnistía Internacional, el decreto "corría el riesgo de socavar el derecho a la manifestación pacífica". El gobierno de Meloni rechazó las acusaciones y anunció que aceptará cambios menores al texto en el Parlamento. En las primeras semanas después de asumir el cargo, Meloni implementó políticas más estrictas que los gobiernos anteriores con respecto a la lucha contra la inmigración ilegal.
Desde un punto de vista económico, Meloni y su gobierno han decidido evitar el aumento de los precios de la energía, en continuidad con su antecesor Mario Draghi, bajando los precios, dando subsidios a familias y empresas y tomando nuevas decisiones de perforación en los mares italianos para aumentar la producción nacional de gas. El gobierno también decidió aumentar el límite de efectivo de 2 000 a 5 000 euros.
A fines de diciembre de 2022, Meloni anunció que Elisabetta Casellati, ministra de Reformas Constitucionales, se reuniría con los partidos de oposición para iniciar oficialmente la hoja de ruta hacia un sistema presidencialista.
El 26 de febrero de 2023, un barco que transportaba migrantes se hundió en medio de las duras condiciones climáticas cuando intentaba desembarcar en la costa de Steccato di Cutro, cerca de Crotona, en la región de Calabria. La embarcación transportaba entre 143 y 200 migrantes cuando se hundió, de los cuales al menos 86 murieron, convirtiéndose en uno de los desastres navales más mortíferos de los últimos años. Meloni expresó su "profundo dolor por las muchas vidas humanas arrancadas por los traficantes de personas", y condenó el "intercambio" de vidas de migrantes por "el 'precio' de un pasaje pagado por ellos en la falsa perspectiva de un viaje seguro".
Suprime en mayo de 2023 la "renta de ciudadanía", instituida en 2019, que ha sacado de la pobreza a un millón de personas, y en su lugar establece un sistema de ayuda para la gente con trabajos de nóminas pequeñas.
En mayo de 2023 el gobierno de Giorgia Meloni anunció la privatización de Ita Airways como parte de un acuerdo con Lufthansa.En noviembre de 2023, el Gobierno italiano vendió una participación del 25% en el banco Monte dei Paschi di Siena, que había rescatado de la quiebra en 2017, en respuesta a las exigencias de la Comisión Europea. Están previstas otras privatizaciones, que deberían ascender a 20.000 millones de euros, según los objetivos del Gobierno. En particular, el Estado ha anunciado que está reduciendo su participación en Poste Italiane, la oficina de correos italiana.
Criminaliza la desobediencia civil pacífica de los activistas medioambientales, que ahora se enfrentan a penas de prisión.

### Política exterior

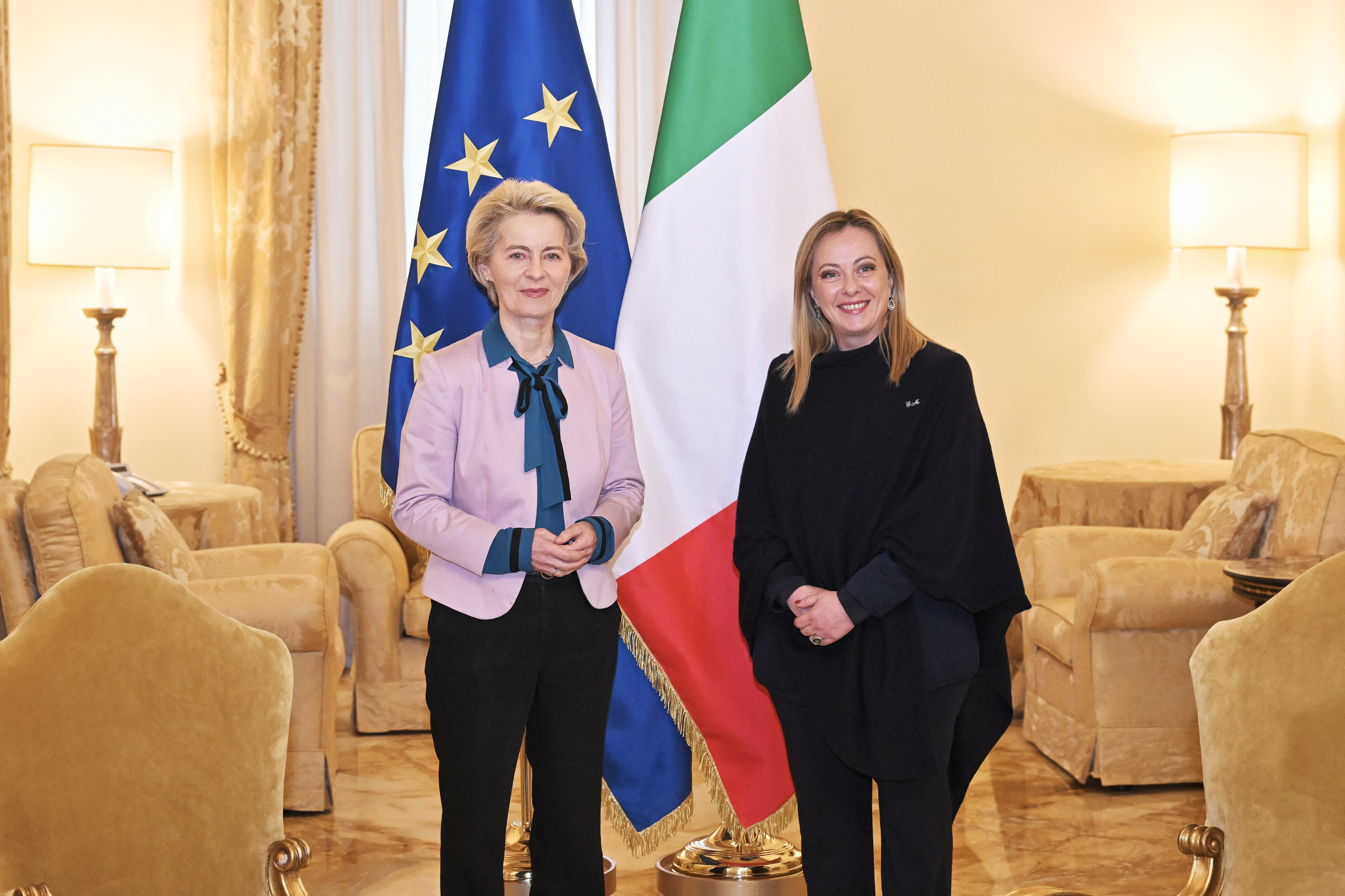
Meloni con Ursula von der Leyen en enero de 2023.

El primer líder extranjero con el que Meloni se reunió fue el presidente francés Emmanuel Macron, quien estuvo en Roma el 23 de octubre para reunirse con el presidente Mattarella y el papa, y tuvo una reunión bilateral con Meloni, centrada principalmente en la actual crisis energética y la invasión rusa de Ucrania. El 3 de noviembre, Meloni se reunió con líderes de la Unión Europea (UE) como Ursula von der Leyen, Charles Michel, Paolo Gentiloni, Roberta Metsola y otros políticos en Bruselas.
El 7 de noviembre, Meloni participó en su primera cumbre internacional, la COP27 de las Naciones Unidas en Sharm el-Sheij (Egipto). Durante su discurso, Meloni afirmó: "Italia sigue firmemente convencida de su compromiso con la descarbonización en cumplimiento del Acuerdo de París. Debemos diversificar los proveedores de energía, en estrecha colaboración con los países africanos". Durante la conferencia, la primera ministra también tuvo una reunión bilateral con el presidente egipcio Abdelfatah El-Sisi. A la semana siguiente, Meloni participó en la cumbre del G20 en Bali, Indonesia, donde tuvo su primera reunión bilateral con el presidente de los Estados Unidos, Joe Biden, el 15 de noviembre.

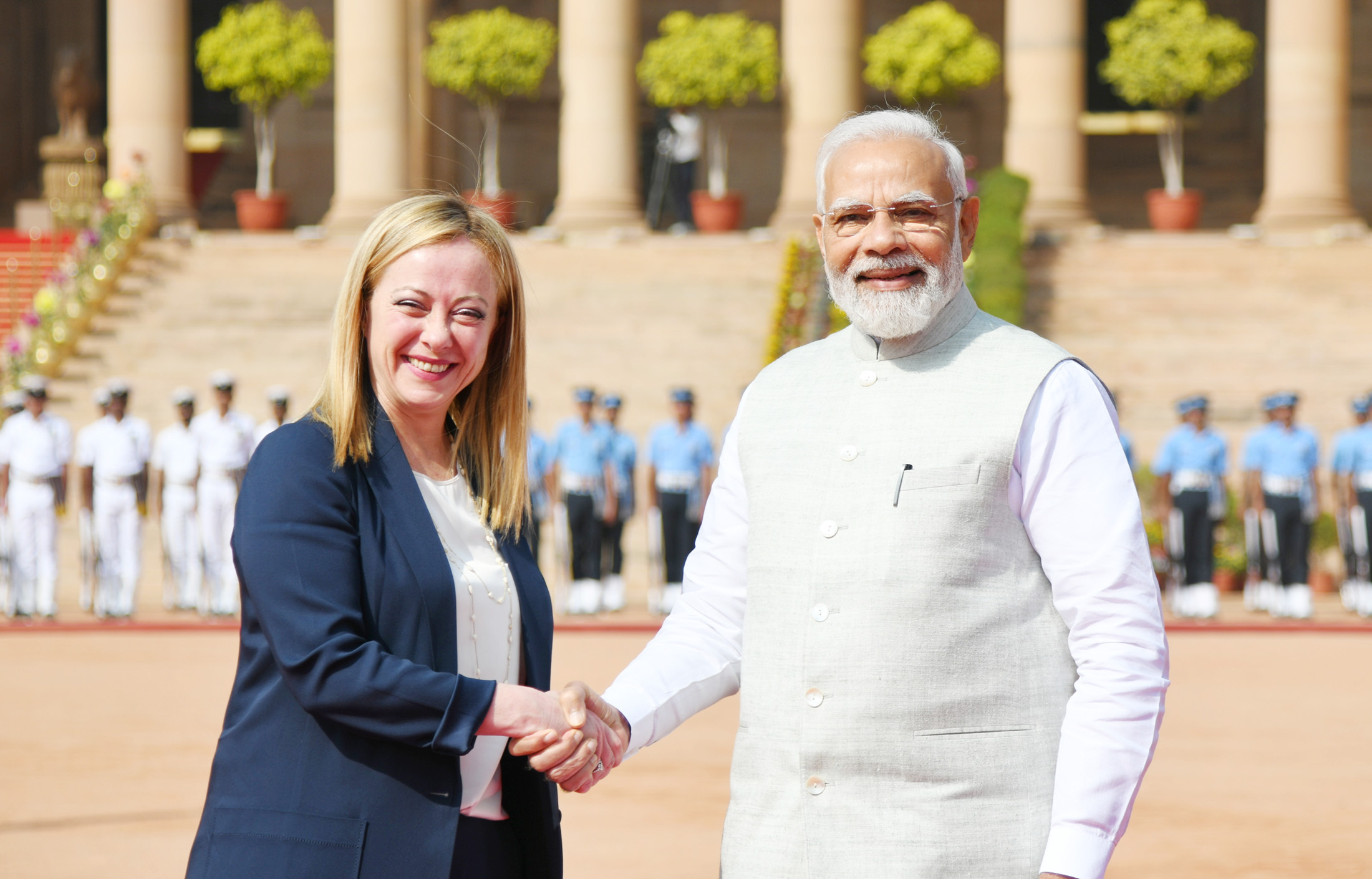
Meloni con el primer ministro indio Narendra Modi en 2023.

En enero de 2023, Meloni visitó Argelia, donde se reunió con el presidente Abdelmadjid Tebboune con quien firmó un acuerdo sobre el suministro de gas a Italia. Gracias a este acuerdo, Argelia se convertirá en el mayor proveedor de gas de Italia.
El 22 de febrero de 2023, Meloni visitó Ucrania y se reunió con el presidente Volodímir Zelenski para hablar sobre la invasión rusa en curso. Meloni también visitó Bucha, en los suburbios de Kiev, donde las fuerzas rusas mataron a más de 400 ucranianos en marzo de 2022. Meloni enfatizó que Ucrania puede contar con Italia y agregó que "hemos estado con Ucrania desde el principio y lo estaremos hasta el final". El 2 de marzo de 2023, Meloni visitó India, donde se reunió con el primer ministro Narendra Modi y la presidenta Draupadi Murmu. Durante una conferencia de prensa, Meloni elogió a Modi y sus políticas, describiéndolo como el "líder más querido del mundo".
En abril de 2023, Meloni realizó una visita de estado a Etiopía, donde se reunió con el primer ministro Abiy Ahmed y el presidente somalí Hassan Sheikh Mohamud. En Adís Abeba, Meloni anunció el llamado "Plan Mattei" del gobierno italiano con respecto a inversiones en el continente africano. Durante la visita, también mantuvo una reunión bilateral con el presidente de la Comisión de la Unión Africana, Moussa Faki.

## Posiciones políticas
Giorgia Meloni es descrita por varios medios de comunicación como una política ultraderechista, posfascista, y ultraconservadora. En agosto de 2018, Friedel Taube escribió en Deutsche Welle que "Giorgia Meloni tiene una larga historia en la política de extrema derecha". En una entrevista de julio de 2022 con Nicholas Farrell de The Spectator, Meloni rechazó las descripciones de su política como de extrema derecha, calificándola de campaña de desprestigio por parte de sus oponentes y citó al filósofo conservador británico Roger Scruton como una de sus influencias. También se ha descrito a sí misma como una conservadora convencional. Además, Meloni ha sido descrita como de derecha dura, populista de derecha, y nacionalista.
Meloni ha sido descrita como cercana a Viktor Orbán, el primer ministro de Hungría y líder de Fidesz, Agrupación Nacional en Francia, Vox en España, Ley y Justicia en Polonia, y el Partido Republicano en los Estados Unidos. Meloni autodescribió a su partido político, Hermanos de Italia (FdI), como un partido conservador dominante, y ha minimizado sus raíces posfascistas. Está a favor del presidencialismo y apoya el cambio de la Constitución de Italia.

### Problemas sociales

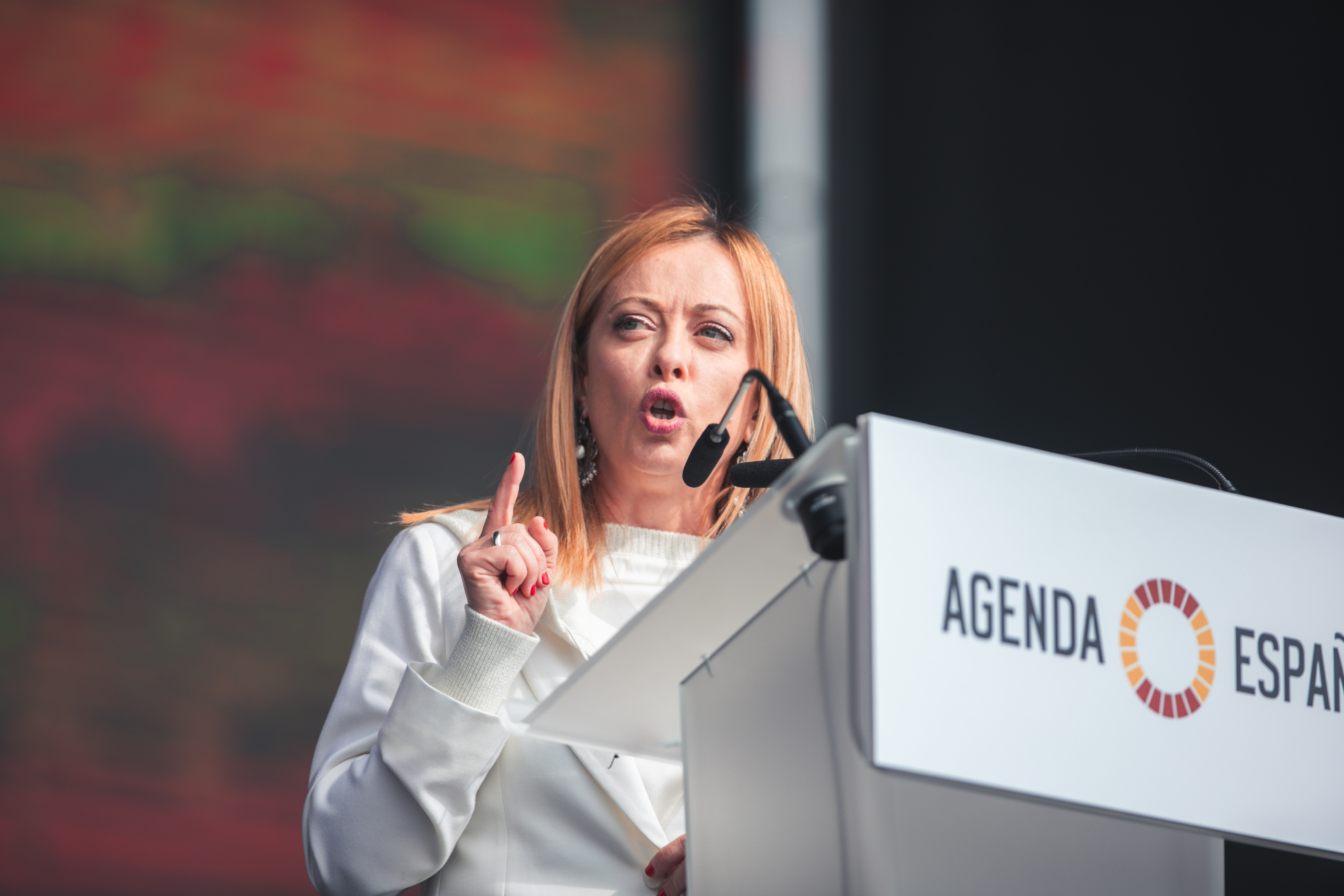
Giorgia Meloni hablando en un mitin de Vox en Málaga (España).

Meloni se opone al aborto, la eutanasia y las leyes que reconocen el matrimonio igualitario, y se describe a sí misma como «profamilia». Ha dicho que "no cambiaría" la ley del aborto en Italia, pero quería aplicar más plenamente la parte de la ley "sobre prevención", como permitir que los médicos objetores de conciencia se nieguen a llevarlos a cabo. También afirmó que el reconocimiento de las uniones entre personas del mismo sexo en Italia es suficientemente bueno, y dijo que era algo que no cambiaría; en 2016, aunque dijo que respetaría la ley si fuera elegida alcaldesa de Roma, había apoyado un referéndum para derogar la ley de uniones civiles. En un mitin en la Piazza del Popolo en octubre de 2019, habló en contra de la paternidad entre personas del mismo sexo; su discurso se volvió viral en las plataformas de redes sociales italianas. Durante una entrevista de febrero de 2016 a Le Iene, un programa de televisión italiano, también dijo que "preferiría no tener un hijo gay".
Meloni se ha opuesto a la ley Mancino de 1993, una ley de incitación al odio. Se opone a la DDL Zan, una ley contra la homofobia que ampliaría la ley Mancino para cubrir la discriminación contra la comunidad LGBT, declarando en 2020 que "no hay homofobia" en Italia. También se opone a la alquilación de vientres, que en italiano se conoce peyorativamente como utero in affitto, y ha presionado en el Parlamento para que se promulgue una ley que la convierta en un "crimen universal". Meloni es partidaria del movimiento antigénero, basado en la teología católica de la década de 1990 que condena posiciones sociales no aprobadas por la Iglesia católica, incluidos los estudios de género, y se muestra escéptica ante lo que llama “ideología de género” dice que se está enseñando en las escuelas y que ataca la identidad y la maternidad femeninas. Ella apoya cambiar la Constitución de Italia para que sea ilegal que las parejas del mismo sexo adopten niños. En marzo de 2018, criticó a The Walt Disney Company por la decisión de representar a una pareja gay en la película de fantasía musical Frozen II. En Facebook, escribió: "¡Suficiente! ¡Estamos hartos! Quiten sus manos de los niños".

### Feminismo

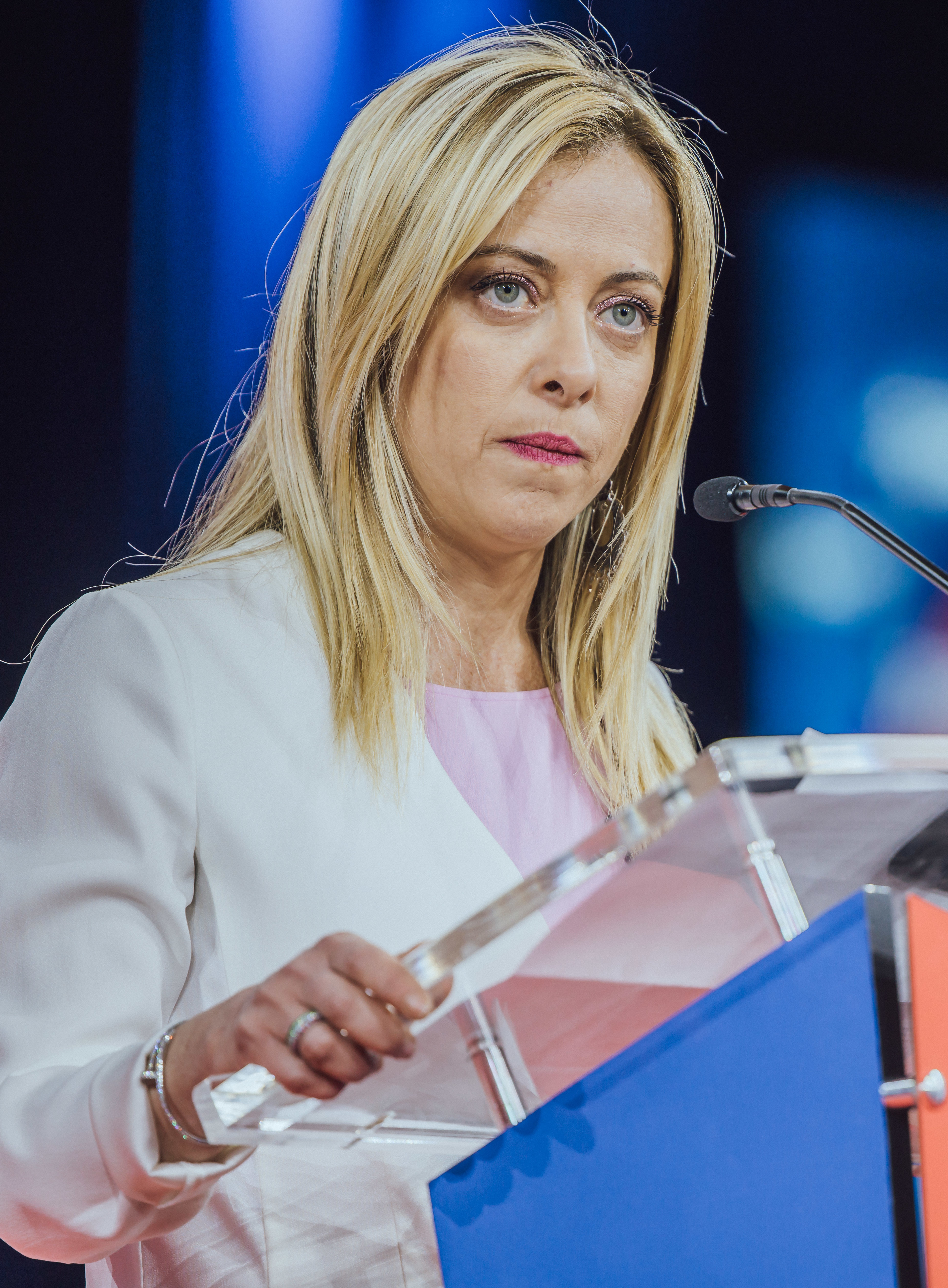
Meloni hablando en la Conferencia Política de Acción Conservadora de 2022 en Florida.

Ve el feminismo como una herramienta ideológica contra la derecha política en lugar de en términos promujeres y se ha descrito a sí misma como «una persona para las mujeres». En su libro Nosotros creemos de 2011, escribió: "Soy una mujer de derechas y orgullosamente apoyo a las mujeres en sus problemas. En los últimos años hemos tenido que sufrir el desprecio y el racismo por parte de las feministas... Tal vez en la medida en que el feminismo se concibe de esta manera, es más una cuestión de ideología que de género y sustancia". Se opone a las cuotas rosas y ha negado ser antimujer como la acusan algunos críticos. Giorgia Serughetti, filósofa política y autora de El viento conservador, dijo que el femonacionalismo está funcionando para Meloni.
La probable posibilidad de que Meloni sea la primera mujer en convertirse en primera ministra de Italia ha sido ampliamente discutida tanto antes como después de las elecciones generales italianas de 2022. Algunas feministas no vieron esto como una victoria debido a sus posiciones políticas, mientras que otras lo vieron, al menos en parte, de manera positiva, y algunas otras la llamaron feminista a pesar del rechazo de Meloni a la etiqueta. Antes de las elecciones, la ex secretaria de Estado de los Estados Unidos, Hillary Clinton, comentó: "La elección de la primera mujer como primera ministra en un país siempre representa una ruptura con el pasado, y eso es sin duda algo bueno". Esto provocó una respuesta de algunos críticos y observadores, incluidos los historiadores Ruth Ben-Ghiat y David Broder. Ben-Ghiat escribió: "Meloni también representaría la continuidad con el episodio más oscuro de Italia". Por su parte, Meloni se declaró lista para gobernar y criticó a las feministas.

### Inmigración y multiculturalismo
Meloni ha criticado el enfoque de Italia hacia los inmigrantes ilegales, pidiendo una política de tolerancia cero, y queriendo bloquear a los inmigrantes para que no lleguen a los puertos italianos, y aumentar la tasa de natalidad de los ciudadanos italianos para aliviar la necesidad de mano de obra migrante. Se opone a las propuestas de ciudadanía por derecho de nacimiento, que otorgarían ciudadanía, incluidos los derechos de educación, a los inmigrantes nacidos y residentes en Italia. Ella ha vinculado la inmigración ilegal con el crimen, y la llegada de refugiados con el tráfico de personas y la prostitución. En medio de la escalada de la guerra ruso-ucraniana de 2022, Meloni dijo que apoyaba otorgar el estatus de refugiado a quienes venían de un país sacudido por la guerra, pero no a los solicitantes de asilo. Ella dijo: "Es hora de llamar a las cosas por su nombre, de otorgar el estatus de refugiado a quienes huyen de la guerra, mujeres y niños, tal vez haciendo lo contrario con quienes no son refugiados". En agosto de 2022, volvió a publicar un video pixelado en Twitter que muestra a una mujer siendo violada por un solicitante de asilo. La víctima de la violencia denunció la publicación del video y dijo que fue reconocida por el video publicado. Después de recibir una reacción violenta, Meloni se defendió acusando a otros políticos de no haber condenado la violación en sí.

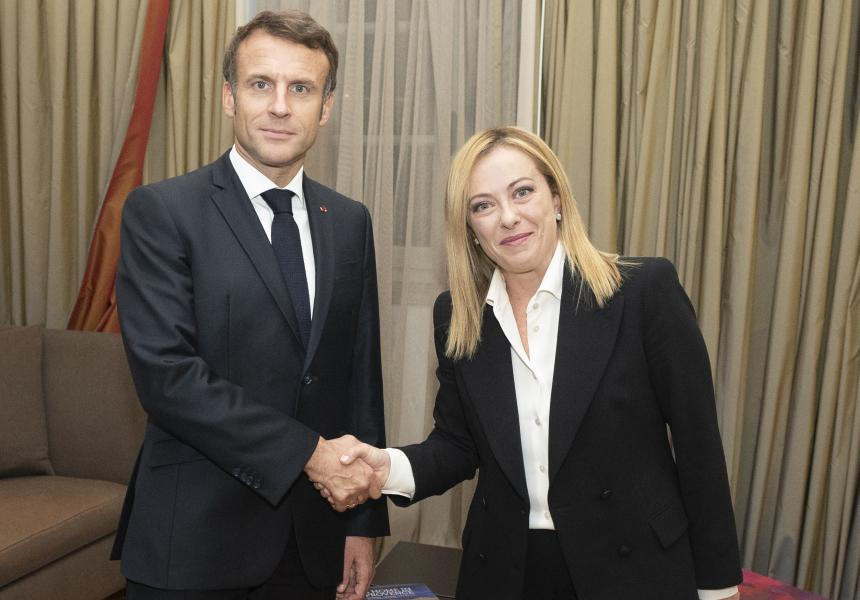
Meloni con el presidente francés Emmanuel Macron en 2022.

Meloni ha culpado al neocolonialismo por el subdesarrollo de África y la crisis migratoria europea de 2015, y ha indicado que el "neocolonialismo de Francia" tiene una responsabilidad especial, sus comentarios se han viralizado en redes sociales en los que dice:

Los irresponsables, Emmanuel Macron, son los que bombardearon Libia porque les molestaba que Italia tuviera una relación privilegiada en el campo energético con Gadafi, dejándonos con el caos de la inmigración ilegal al que nos enfrentamos ahora. Vomitivo es quien, como Francia, sigue explotando África, imprimiendo dinero para 14 países africanos, sobre los que se aplica el señoreaje, obligando a los niños a trabajar en las minas extrayendo materias primas como en Níger, donde Francia extrae el 30% del uranio que necesita para operar sus reactores nucleares, mientras el 90% de la población de Níger vive sin electricidad.
Meloni en un mitin en 2018.

Franco CFA, es la moneda colonial que Francia imprime para 14 países africanos a los que se aplica el señoreaje y en virtud de la cual explota los recursos de estos países. Este es un niño que trabaja en una mina de oro en Burkina Faso [mostrando una foto]. El oro que estos niños extraen a riesgo de sus vidas termina en su mayoría en los cofres del tesoro de Francia. Entonces la solución no es traer africanos a Europa, la solución es liberar a África de ciertos europeos que se dedican a explotarlos y permitir que esa gente viva de lo que es suyo.
Meloni en una entrevista del 19 de enero de 2019.

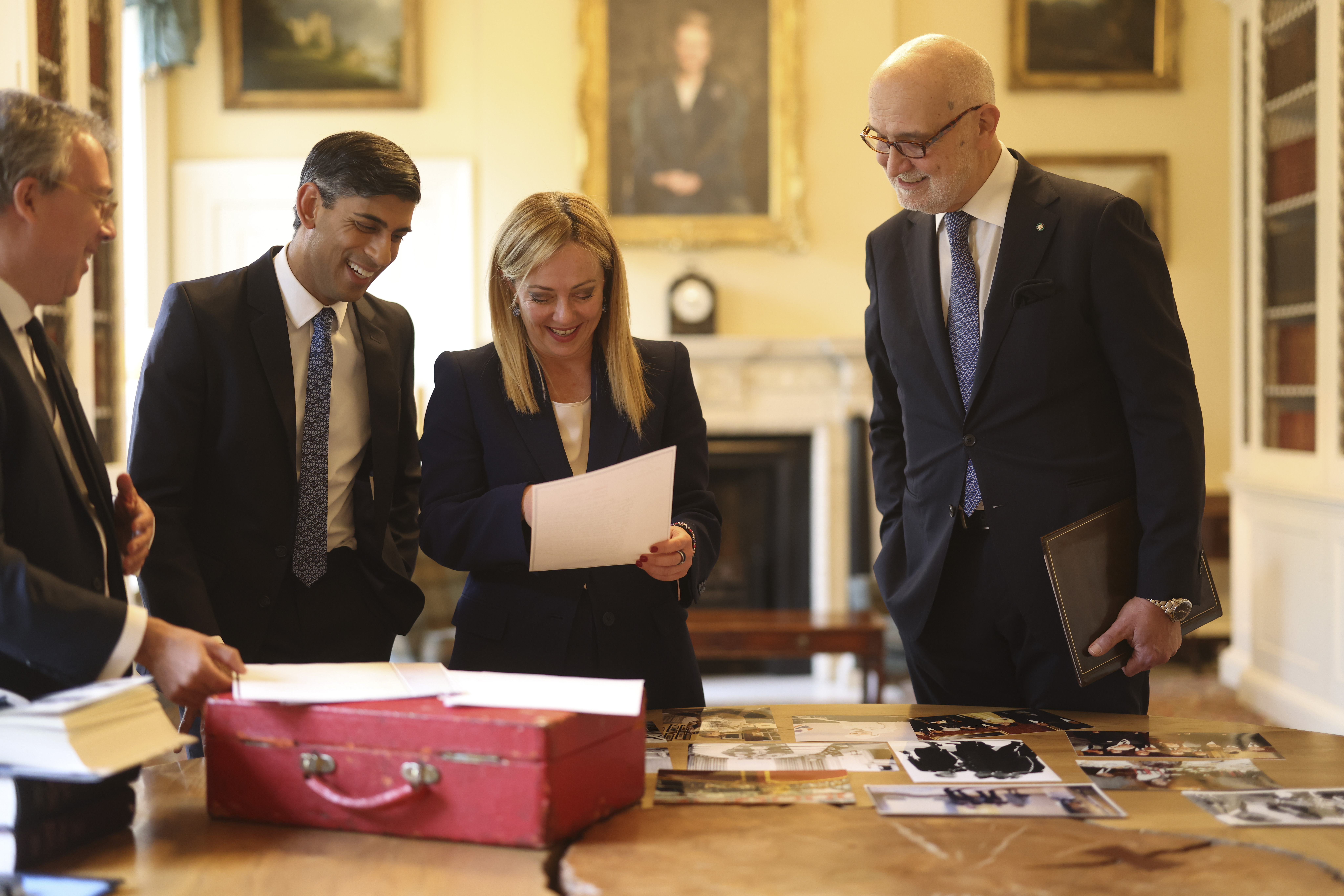
El primer ministro del Reino Unido, Rishi Sunak, viendo con Meloni fotografías antiguas de Margaret Thatcher.

Ha sido considerada opuesta a la recepción de migrantes, así como a la multiculturalidad, y ha sido acusada de realizar declaraciones xenófobas, así como de islamofobia. En 2018, dijo que daría la bienvenida a los venezolanos, diciendo que son cristianos y, a menudo, de origen italiano. Meloni considera a los pueblos de América Latina como "hermanos" y que necesitan ser ayudados. Se argumenta que ella prefiere la inmigración latinoamericana en lugar que la musulmana ya que los primeros comparten una religión, una visión más occidental y un lenguaje similar, por lo que Meloni argumenta que se integrarían más rápido que los musulmanes. A menudo ha criticado a George Soros y a lo que ella llama globalistas, a veces reflejando los puntos de vista de las teorías de conspiración de Soros, diciendo una vez: "Cuando eres un esclavo, actúas en interés de Soros". Ella ha respaldado la idea de que existe un Gran Reemplazo. También cree que hay una migración masiva planificada de África a Europa con el propósito de reemplazar y eliminar a los italianos, una teoría de conspiración antisemita y de genocidio blanco conocida como el Plan Kalergi. Ha descrito las políticas a favor de la inmigración como parte de una supuesta conspiración de izquierda para "reemplazar a los italianos con inmigrantes". En enero de 2017, llamó a la inmigración a Italia "sustitución étnica".

### Asuntos exteriores

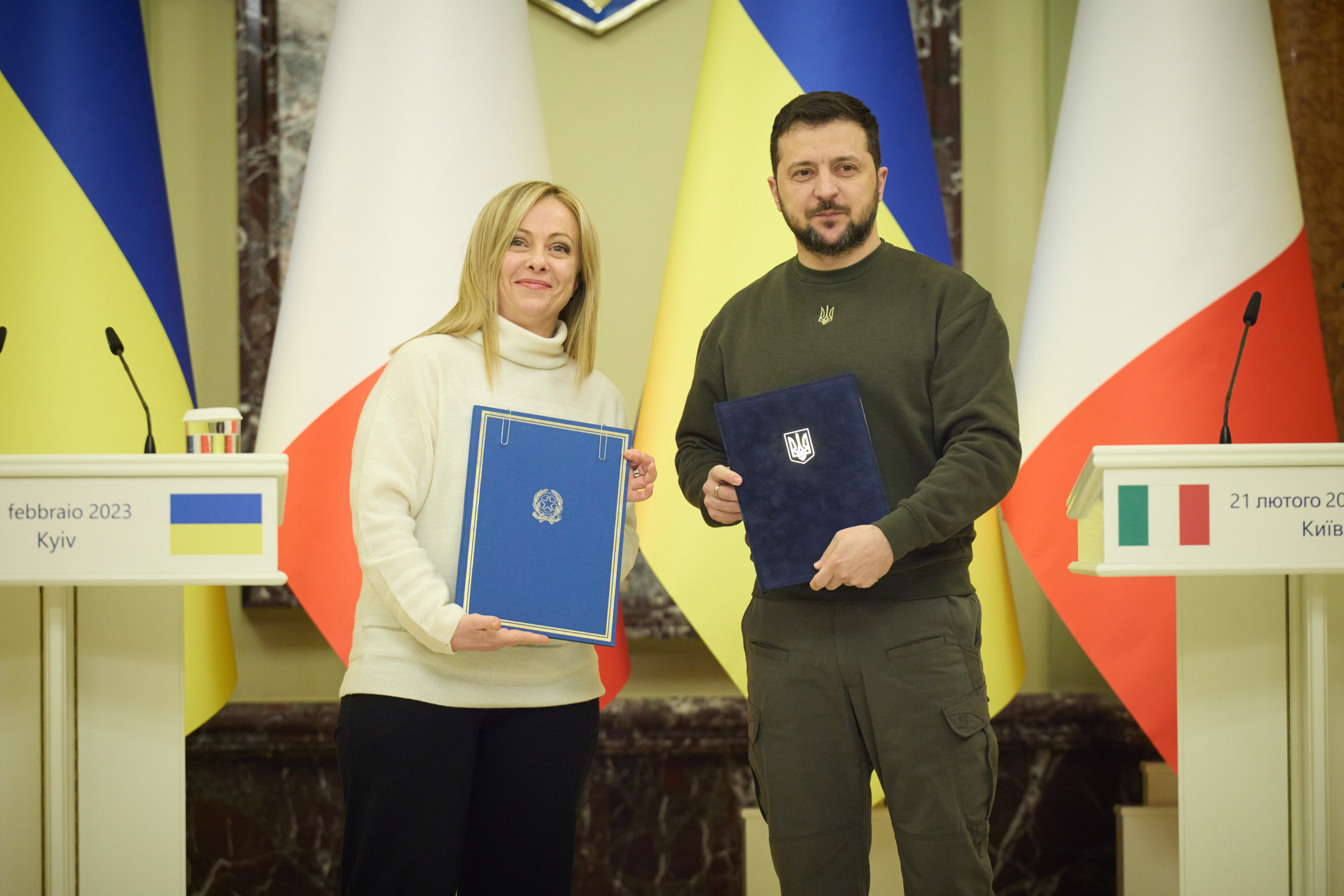
Meloni con el presidente ucraniano Volodímir Zelenski en 2022.

Es crítica con las relaciones de Italia con Arabia Saudita y Catar, afirmando que estos países "difunden sistemática y deliberadamente teorías fundamentalistas que son las principales causas del crecimiento del fundamentalismo islámico". Se opuso a la decisión de albergar la final de la Supercopa de Italia en Arabia Saudí y afirmó que Italia debería plantear activamente la cuestión de los derechos humanos en Arabia Saudita. Sin embargo, al asumir el cargo, Meloni cambió de posición y su gobierno afirmó que estaba "interesado en mantener la excelente relación con Arabia Saudita". Meloni abogó por la expulsión del embajador indio en Italia como resultado del caso Enrica Lexie, e instó a Alessandro Del Piero a negarse a jugar en la Superliga india hasta que los infantes de marina italianos detenidos fueran devueltos. Tras el caso de blasfemia de Asia Bibi, Meloni criticó lo que llamó el "silencio de Occidente" y abogó por una postura más firme de la comunidad internacional contra las violaciones de derechos humanos en Pakistán.
Antes de la invasión rusa de Ucrania en 2022, estaba a favor de mejores relaciones con Rusia y apoyó el levantamiento de las sanciones a la Federación Rusa en 2014. En 2018, felicitó a Vladímir Putin por su reelección como presidente en 2018. En su libro biográfico de 2021, escribió que la Rusia de Putin defiende los valores europeos y la identidad cristiana. Desde entonces, condenó la invasión y se comprometió a seguir enviando armas a Ucrania, y avanzó hacia el atlantismo. Apoya a la OTAN, aunque mantiene puntos de vista euroescépticos hacia la Unión Europea (UE), habiendo defendido previamente una retirada de la eurozona. Rechaza la etiqueta euroescéptica, favoreciendo el eurorrealismo de una Europa confederal de naciones soberanas. Crítica de China, es partidaria de lazos más estrechos entre Italia y Taiwán. Es una figura controvertida en Croacia por sus declaraciones irredentistas italianas en las que reclamaba Dalmacia e Istria, y por oponerse a la entrada de Croacia en la UE debido a la disputa no resuelta sobre las propiedades de los italianos exiliados tras la Segunda Guerra Mundial de estas dos regiones croatas.

### Pandemia de COVID-19 y vacunas
Meloni ha mostrado su apoyo a las dudas sobre las vacunas, como no vacunar a su hija durante la pandemia de COVID-19 en Italia porque "no es una religión". Ha sido criticada por sus declaraciones sobre las vacunas y el COVID-19, afirmando que la probabilidad de que una persona de 0 a 19 años muera a causa del COVID-19 era la misma que si le cayera un rayo. Después de que su partido ganara las elecciones generales italianas de 2022, se comprometieron a revisar las posiciones adoptadas por el gobierno italiano durante la pandemia de COVID-19 y poner fin a la obligatoriedad de vacunación contra la COVID-19 vigente para los trabajadores de la salud.

## Vida privada
Meloni tiene una hija, Ginevra, con el que fue su pareja Andrea Giambruno, periodista que trabaja para el canal de televisión Mediaset de Silvio Berlusconi. Es católica y ha usado su identidad religiosa en parte para ayudar a construir su marca nacional. En un discurso de 2019 en un mitin en Roma, dijo: "Soy Giorgia. Soy mujer, soy madre, soy italiana, soy cristiana". A pesar de sus creencias cristianas y de defender los valores familiares tradicionales, Meloni se defendió de no estar casada con el padre de su hija. En septiembre de 2022, según los informes, siguió abrazando el viejo lema fascista italiano "Dios, patria y familia". Ha dicho que le molesta estar vinculada al pasado fascista de Italia.
Meloni es una ávida fanática de la fantasía, particularmente de El Señor de los Anillos de J. R. R. Tolkien. Como activista juvenil del Movimiento Social Italiano (MSI), asistió al festival Camp Hobbit y cantó junto con la banda folclórica Compagnia dell'Anello, llamada así por La Comunidad del Anillo. Más tarde, llamó a su conferencia política Atreju, en honor al héroe de la novela La historia interminable. Meloni le dijo a The New York Times: "Creo que Tolkien podría decir mejor que nosotros en qué creen los conservadores". Aparte de Tolkien, le gusta el filósofo conservador británico Roger Scruton y ha dicho: "Sería tory". Además de su italiano nativo, habla inglés, francés y español. Forbes clasificó a Meloni como la séptima mujer más importante del mundo en diciembre de 2022.

## Controversias
En mayo de 2025 fue investigada junto a dos de sus ministros por la fiscalía italiana por la presunta puesta en libertad de Osama Elmasry Njeem, policía libio buscado por la Corte Penal Internacional por crímenes contra la humanidad.